# Neophylax ornatus
Neophylax ornatus är en nattsländeart som beskrevs av Banks 1920. Neophylax ornatus ingår i släktet Neophylax och familjen Uenoidae. Inga underarter finns listade i Catalogue of Life.